# 普日博尔
普日博尔（捷克語：Příbor）是捷克共和国摩拉維亞-西里西亞州的一个市镇，大约有8,800居民（2004年）。 
该镇以心理学精神分析学派的创始人西格蒙德·弗洛伊德的出生地而著称。   
弗洛伊德于1856年5月6日出生在锁匠巷117号（德語： / 捷克語：）。弗洛伊德家在1857年经济危机中生意失败，于1859年离开该镇。